# سیارک ۱۷۹۳۲
سیارک ۱۷۹۳۲ (به انگلیسی: 17932 Viswanathan، نامگذاری:1999GA35) هفده هزار و نهصد و سی و دومین سیارک کشف شده‌است که در ۶ آوریل ۱۹۹۹ کشف شد.
قدر مطلق سیارک برابر ۱۱.۷ است.